# November 2019
Portal Geschichte | Portal Biografien | Aktuelle Ereignisse | Jahreskalender | Tagesartikel

◄ |
20. Jahrhundert |
21. Jahrhundert

◄ |
1980er |
1990er |
2000er |
2010er
| 2020er | 2030er | 2040er

◄ |
2015 |
2016 |
2017 |
2018 |
2019
| 2020 | 2021 | 2022 | 2023 | ►

◄ |
August 2019 |
September 2019 |
Oktober 2019 |
November 2019 |
Dezember 2019 |
Januar 2020 |
Februar 2020 |
►
Dieser Artikel behandelt tagesbezogene Nachrichten und Ereignisse im November 2019.

## Tagesgeschehen

### Freitag, 1. November 2019
- Wien/Österreich: In der Gastronomie des Landes tritt ein Rauchverbot in Kraft.
- Moskau/Russland: Das umstrittene Gesetz über ein „unabhängiges Internet“ unter staatlicher Kontrolle tritt in Kraft.[1]

### Samstag, 2. November 2019

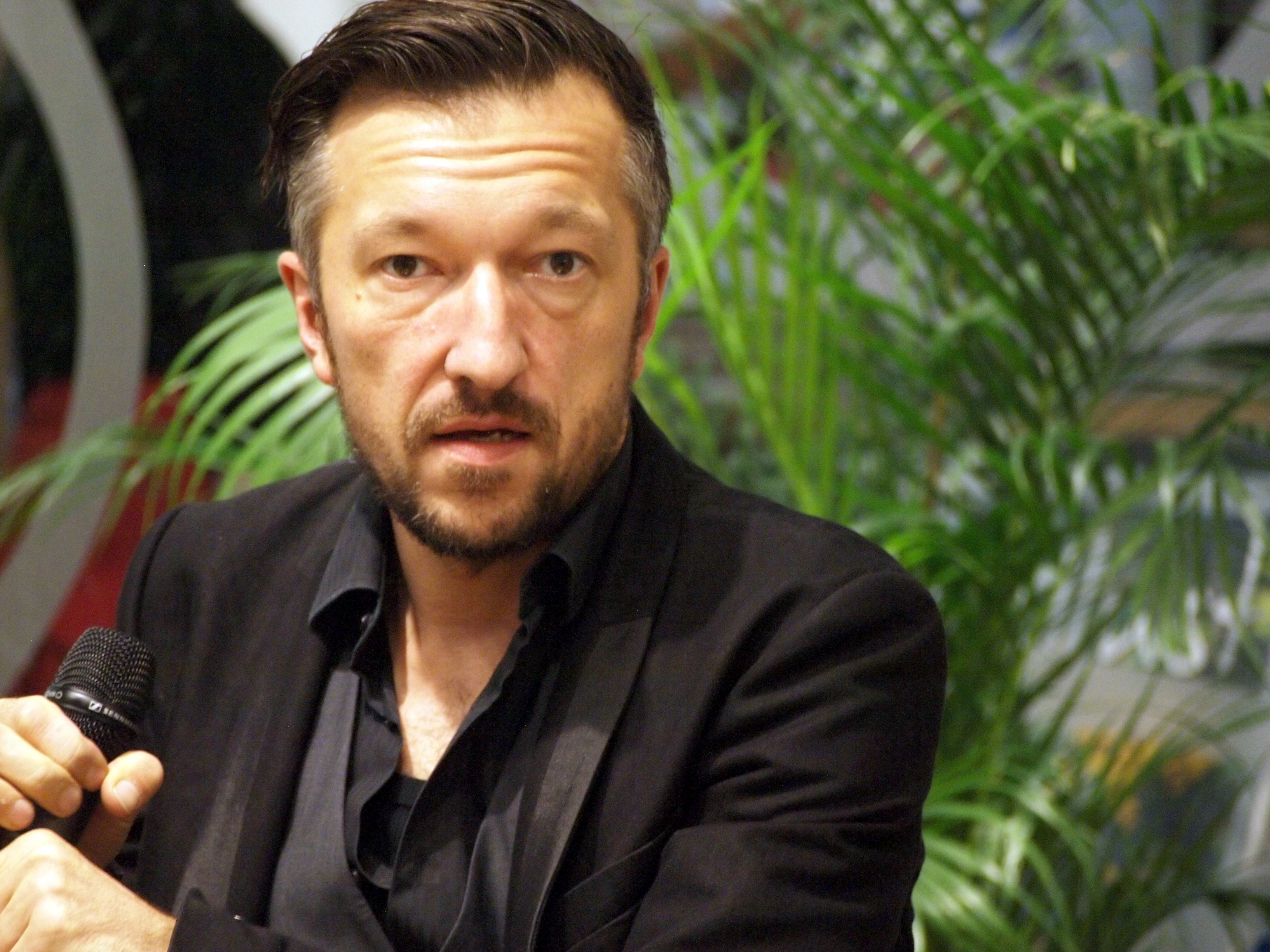
Lukas Bärfuss (2014)

- Darmstadt/Deutschland: Lukas Bärfuss wird mit dem Georg-Büchner-Preis ausgezeichnet.
- Yokohama/Japan: Südafrika gewinnt im Endspiel der Rugby-Union-Weltmeisterschaft gegen England mit 32:12.

### Montag, 4. November 2019
- Wien/Österreich: Verleihung des Österreichischen Kabarettpreises[2] und des Österreichischen Buchpreises.
- London/Vereinigtes Königreich: Lindsay Hoyle wird als Nachfolger von John Bercow zum Speaker des House of Commons gewählt.

### Dienstag, 5. November 2019
- Karlsruhe/Deutschland: Nach einem Urteil des Bundesverfassungsgerichts[3] sind Sanktionen mit Kürzungen des Arbeitslosengelds II (Hartz-IV-Leistungen) in der bisherigen Form verfassungswidrig. Sozialverbände und Gewerkschaften verlangten in einer gemeinsamen Erklärung die vollständige Abschaffung der Sanktionen, die Vorsitzende der Linken Katja Kipping sieht zusammen mit der Oppositionspartei Die Grünen die Karlsruher Entscheidung als historisches Urteil hin zu sozialen Garantien.[4]

### Mittwoch, 6. November 2019
- Bregenz/Österreich: Konstituierende Sitzung des Vorarlberger Landtags der XXXI. Gesetzgebungsperiode und Wahl und Angelobung der Landesregierung Wallner III[5][6]
- Tokio/Japan: Beginn des Team World Cups im Tischtennis (bis 10. November)
- Wien/Österreich: Beginn der Buch Wien (bis 10. November)

### Donnerstag, 7. November 2019
- Den Haag/Niederlande: Der Internationale Strafgerichtshof verurteilt Bosco Ntaganda zu 30 Jahren Haft.[7]
- Dubai/Vereinigte Arabische Emirate: Beginn der Leichtathletik-Weltmeisterschaften der Behinderten 2019 (bis 15. November)

### Freitag, 8. November 2019
- Grube Teutschenthal/Deutschland: 35 nach einer Verpuffung eingeschlossene Kumpel werden aus einer Tiefe von 700 m gerettet.[8]

### Samstag, 9. November 2019
- Kassel/Deutschland: Die Faustverleihung 2019 findet im Staatstheater Kassel statt, moderiert wird diese von Wiebke Puls. Roberto Ciulli erhält den Preis für das Lebenswerk.[9] Maja Beckmann wird in der Kategorie Darstellerin/Darsteller Schauspiel ausgezeichnet, Johannes Martin Kränzle in der Kategorie Sängerdarstellerin/Sängerdarsteller Musiktheater.[10]

### Sonntag, 10. November 2019
- Hannover/Deutschland: In Hannover und Mainz findet der zweite Wahlgang der Oberbürgermeisterwahl statt.
- La Paz/Bolivien: Präsident Evo Morales tritt zurück, ebenso Vizepräsident Álvaro García, Senatspräsidentin Adriana Salvatierra, der Präsident der Abgeordnetenkammer Víctor Borda und der erste Senatsvizepräsident Rubén Medinaceli. Damit sind die ersten vier in der Präsidentennachfolge stehenden Personen zurückgetreten.
- Madrid/Spanien: Parlamentswahl[11]
- Tokio/Japan: Endspiele des Team World Cups im Tischtennis
- Basel/Schweiz: Im Rahmen der BuchBasel erhält der Roman GRM. Brainfuck von Sibylle Berg den Schweizer Buchpreis.

### Montag, 11. November 2019
- La Paz/Bolivien: Jeanine Áñez, Zweite Präsidentin des Senats von Bolivien, tritt interimistisch die Nachfolge des zurückgetretenen Präsidenten Evo Morales an. Sie ist nach Lidia Gueiler Tejada (1979–1980) das zweite weibliche Staatsoberhaupt des Landes.
- Merkurtransit

### Dienstag, 12. November 2019
- Berlin/Deutschland: Amira Mohamed Ali wird zur Vorsitzenden der Linksfraktion gewählt. Ihr Kollege Dietmar Bartsch wird im selben Amt bestätigt.
- Venedig/Italien: Kurz vor Mitternacht erreichte das Hochwasser in Venedig (Acqua alta) den höchsten Stand seit 1966.

### Mittwoch, 13. November 2019
- Berlin/Deutschland: Der Rechtsausschuss des Deutschen Bundestages wählt seinen Vorsitzenden Stephan Brandner (AfD) ab. Einen solchen Vorgang hatte es bisher im Bundestag noch nicht gegeben. Am Tag zuvor war bereits sein Parteifreund Joachim Paul als Ausschussvorsitzender im Landtag Rheinland-Pfalz abgesetzt worden.

### Donnerstag, 14. November 2019
- Berlin/Deutschland: Beschluss des Bundestages zur Impfpflicht für Masern in Deutschland
- Brüssel/Belgien: Die Europäische Kommission leitet ein Vertragsverletzungsverfahren gegen Großbritannien ein, weil dessen Regierung bislang keinen Kandidaten für die Kommission von der Leyen I nominiert hat.
- Warschau/Polen: Mateusz Morawiecki wird nach dem Wahlsieg der PiS erneut zum polnischen Ministerpräsidenten ernannt.

### Freitag, 15. November 2019
- Berlin/Deutschland: Der Deutsche Bundestag beschließt das Bundes-Klimaschutzgesetz und weitere Teile des Klimapakets.[12]
- Bielefeld/Deutschland: Bundesparteitag von Bündnis 90/Die Grünen (bis 17. November)[13]
- München/Deutschland: Als Nachfolger von Uli Hoeneß wird Herbert Hainer zum Präsidenten des FC Bayern München gewählt.
- Santiago de Chile/Chile: Regierung und Opposition einigen sich auf die Ausarbeitung einer neuen Verfassung.

### Samstag, 16. November 2019
- Colombo/Sri Lanka: Präsidentschaftswahl in Sri Lanka
- Deutschland qualifiziert sich für die Fußball-Europameisterschaft 2021.

### Sonntag, 17. November 2019
- Gama/Brasilien: Finale der U-17-Fußball-Weltmeisterschaft 2019
- Minsk/Belarus: Parlamentswahl

### Montag, 18. November 2019
- Colombo/Sri Lanka: Gotabaya Rajapaksa, der Bruder des ehemaligen Präsidenten Mahinda Rajapaksa, wird zwei Tage nach der Präsidentschaftswahl in Sri Lanka als Staatsoberhaupt vereidigt.
- Mirepoix-sur-Tarn/Frankreich: Der Einsturz einer Hängebrücke forderte zwei Todesopfer.

### Dienstag, 19. November 2019
- Jonas Deichmann absolviert in gut 72 Tagen seine Solofahrt mit dem Rad vom Nordkap nach Kapstadt.
- Fritz von Weizsäcker wird während eines Vortrages in der Schlosspark-Klinik in Berlin Opfer eines Attentats, in dessen Folge er verstirbt.

### Mittwoch, 20. November 2019
- Ottawa/Kanada: Das neue Kabinett von Premierminister Justin Trudeau wird vereidigt.

### Donnerstag, 21. November 2019

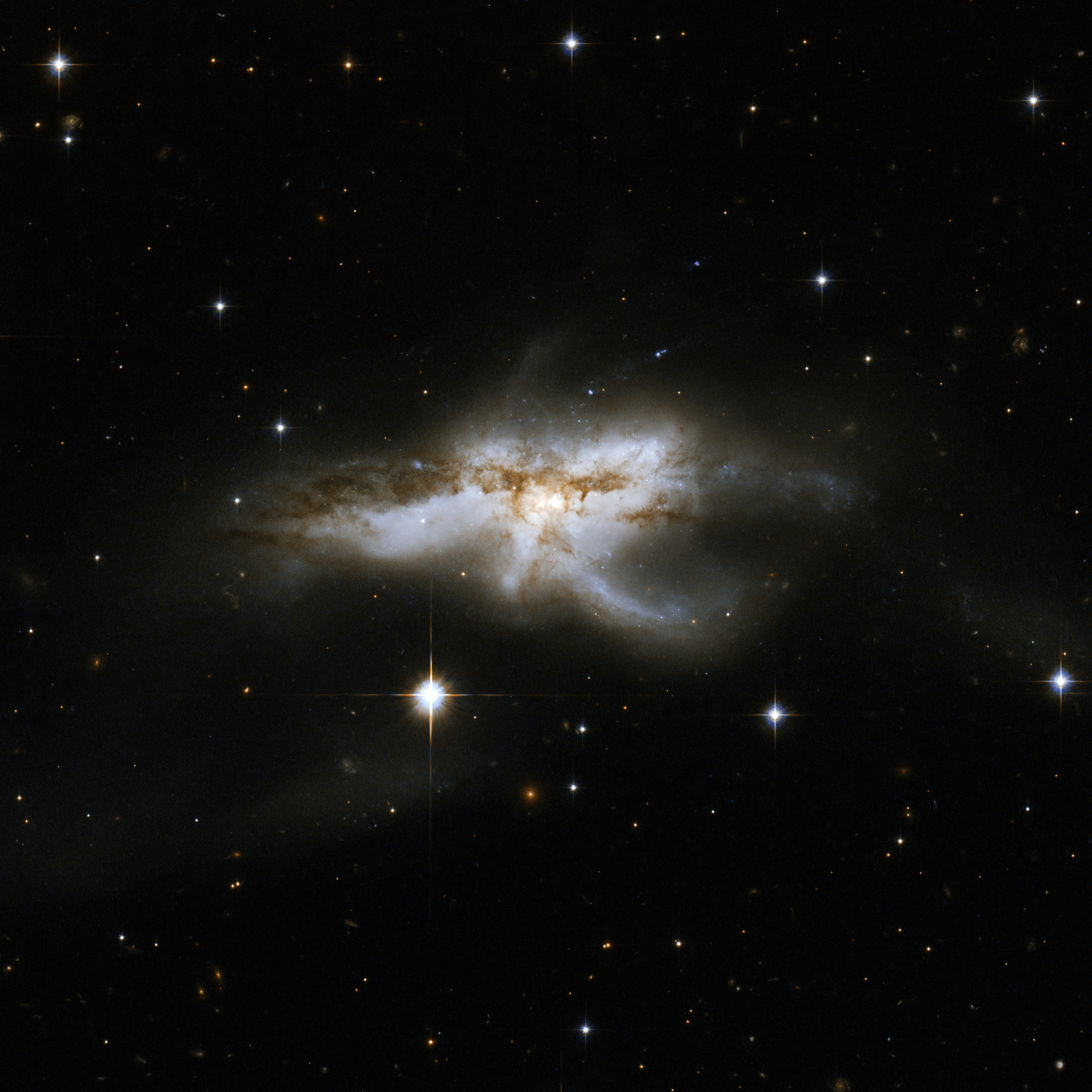
NGC 6240

- Baden-Baden/Deutschland: Im Festspielhaus Baden-Baden findet die 71. Bambi-Verleihung statt.[14]
- Landkreis Bernkastel-Wittlich/Deutschland: Verkehrsfreigabe der Hochmoselbrücke.
- Göttingen/Deutschland: Ein internationales Forscherteam unter der Leitung der Universität Göttingen und des Leibniz-Instituts für Astrophysik Potsdam hat zum ersten Mal drei supermassereiche Schwarze Löcher im Kern einer einzigen Galaxie entdeckt. Es handelt sich um NGC 6240, ungefähr 300 Millionen Lichtjahre von der Milchstraße entfernt.[15]

### Freitag, 22. November 2019
- Leipzig/Deutschland: Beginn des 32. Bundesparteitags der CDU; Silvia Breher wird als Nachfolgerin von Ursula von der Leyen zur stellvertretenden Vorsitzenden gewählt.

### Samstag, 23. November 2019
- Leipzig/Deutschland: Der Parteitag der CDU lehnt eine Urwahl zur Kanzlerkandidatur ab.

### Sonntag, 24. November 2019
- Bissau/Guinea-Bissau: Präsidentschaftswahl, 2. Runde am 29. Dezember
- Bukarest/Rumänien: In der zweiten Runde der Präsidentschaftswahl gewann Klaus Johannis in einer Stichwahl gegen Viorica Dăncilă.
- Graz/Steiermark: Die ÖVP bleibt bei der Landtagswahl stärkste Kraft. Auch die Grünen gewinnen stark hinzu.
- Wien/Österreich: Bei der 20. Verleihung des Nestroy-Theaterpreises wird Andrea Breth mit dem Preis für das Lebenswerk ausgezeichnet.[16] Beste Schauspielerin wird Steffi Krautz, bester Schauspieler Steven Scharf. Als bester Regisseur wird Johan Simons ausgezeichnet.[17]
- Altare/Italien: Auf der Autobahn A6 stürzte das Viadukt Maria del Monte ein.

### Montag, 25. November 2019
- Dresden/Deutschland: Dresdner Juwelendiebstahl im Grünen Gewölbe

### Dienstag, 26. November 2019

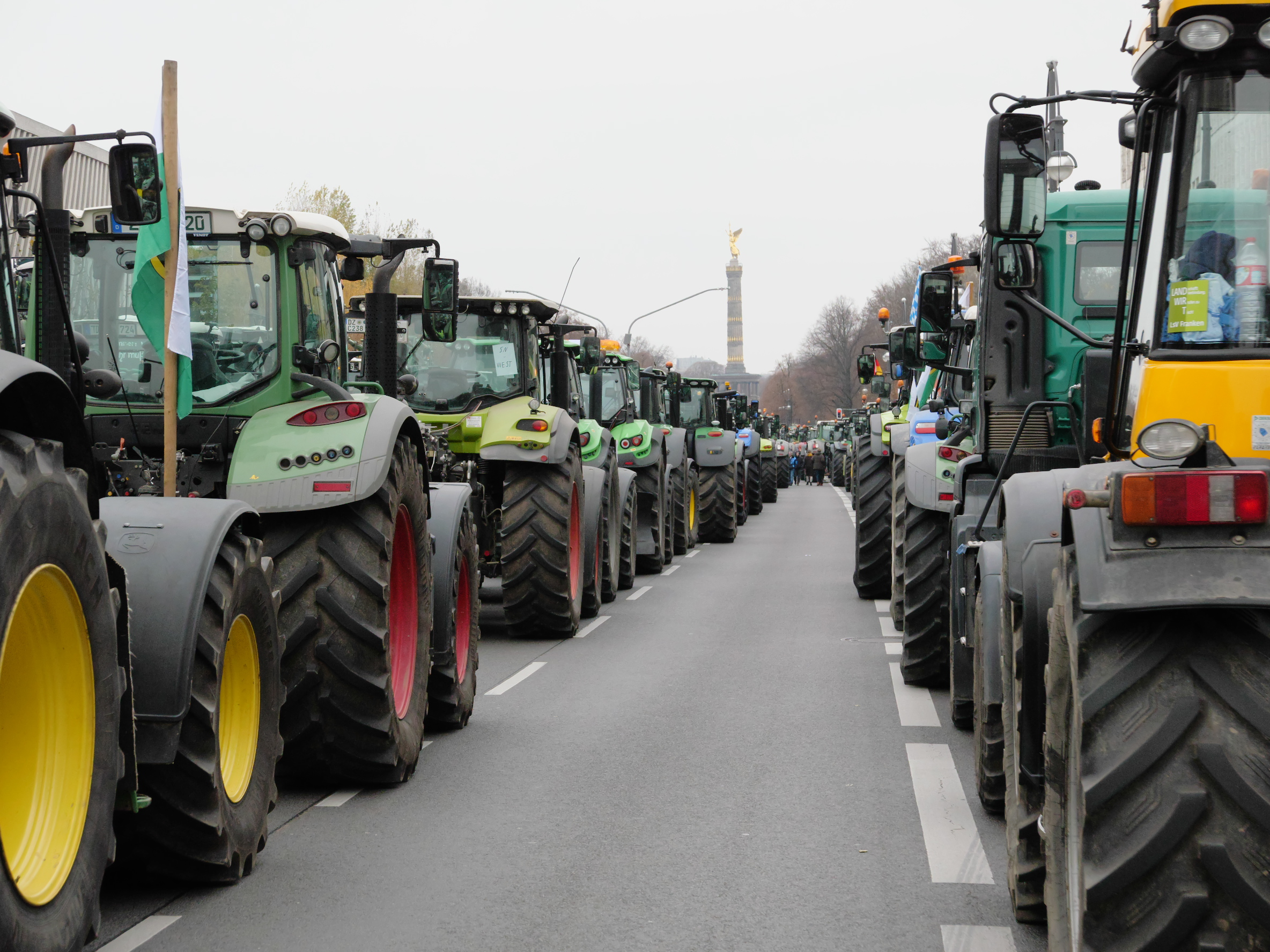
Auf der Klingelhöferstraße abgestellte Traktoren bei der Demonstration der deutschen Landwirte am 26. November 2019 in Berlin. Im Hintergrund der Große Stern mit der Berliner Siegessäule.

- Berlin: Mehrere Tausend Landwirte demonstrieren im Rahmen der Aktionen Land schafft Verbindung und Grüne Kreuze mit ihren Traktoren im Zentrum von Berlin gegen die Agrarpolitik der deutschen Bundesregierung.[18][19][20]
- Albanien: Schwerstes Erdbeben seit Jahrzehnten[21][22][23]

### Mittwoch, 27. November 2019
- Windhoek/Namibia: Präsidentschafts- und Parlamentswahl
- Straßburg/Europäische Union: Das Europäische Parlament bestätigt die Kommission von der Leyen I, die somit am 1. Dezember, und damit einen Monat später als geplant, ihre Arbeit aufnehmen kann.[24]

### Donnerstag, 28. November 2019
- Straßburg/Frankreich: Das Europäische Parlament hat den Klimanotstand ausgerufen.

### Freitag, 29. November 2019
- Weltweit: 4. Globaler Klimastreik mit Fridays for Future
- Chengdu/China: Beginn des World Cups der Männer im Tischtennis (bis 1. Dezember)
- London/Vereinigtes Königreich: Bei einer Messerattacke auf der London Bridge werden zwei Personen getötet und drei weitere verletzt, bevor der Angreifer von Passanten überwältigt und von der Polizei erschossen werden konnte. Er hatte eine Bombenattrappe am Körper getragen. Der Islamische Staat hat den Anschlag für sich reklamiert.
- Den Haag/Niederlande: Ein Mann sticht in einer belebten Einkaufsstraße unweit des niederländischen Regierungsviertel willkürlich auf Passanten ein. Dabei werden 3 Minderjährige verletzt. Sie konnten allerdings noch am gleichen Abend aus dem Krankenhaus entlassen werden.

### Samstag, 30. November 2019
- Berlin/Deutschland: Bekanntgabe des Ergebnisses der zweiten Mitgliederbefragung zur Wahl zum SPD-Parteivorsitz. Eine Mehrheit von knapp 53 Prozent der teilnehmenden Mitglieder votierte für das Bewerberduo Saskia Esken/Norbert Walter-Borjans, die offizielle Wahl erfolgt beim Bundesparteitag am 6. Dezember.[25]
- Braunschweig/Deutschland: Erster Tag des Bundesparteitags der Alternative für Deutschland. Jörg Meuthen wird als Vorsitzender wiedergewählt, als Nachfolger für den nicht erneut angetretenen Co-Vorsitzenden Alexander Gauland wählt der Parteitag Tino Chrupalla.
- Kumamoto/Japan: Beginn der 24. Handball-Weltmeisterschaft der Frauen (bis 15. Dezember)